# Коктел љубави
Коктел љубави је осми студијски албум Недељка Бајића Баје, издат 2004. године.

## Списак песама
1. Природно
2. Официр с ружом
3. Знакови
4. Блокада
5. Коктел љубави
6. Ако те воли више
7. Светла велеграда
8. Мини сукња
9. Човек без адресе
10. Презиме
11. Харала си мојом душом
12. Зелени дол
13. Неправда
14. Ватрено крштење